# با عجله
با عجله (انگلیسی: On the Jump) یک فیلم کمدی صامت کوتاه به کارگردانی آلفرد جی. گلدینگ است که در سال ۱۹۱۸ منتشر شد. هیئت بازبینی فیلم شیکاگو، بخش‌هایی از این فیلم را زمان نمایش سانسور کرد.

## بازیگران
- هارولد لوید
- اسناب پالرد
- ببه دنیلز
- هلن گیلمور
- سمی بروکس
- لایج کانلی
- لو هاروی
- جون هوک
- گاس لئونارد
- جیمز پروت
- چارلز استیونسون
- استل هَریسون